# Francisco Gallo
Francisco Gallo (n. Italia; 1911 - f. Buenos Aires, Argentina; 14 de febrero de 1973) fue un empresario, director, productor y promotor teatral italiano que llevó a cabo su amplia carrera en Argentina.

## Carrera
Francisco Gallo fue un empresario que se centró en el mundo del teatro desde inicios del siglo XX. Llegó siendo muy joven a la Argentina donde se naturalizó. Comenzó su carrera a partir de un puesto de boletería en la sala Fénix y de allí pasó a prestar servicio en la secretaria del empresario Enrique J. Muscio.
Su labor como empresario se inicia en el Ateneo Cultural Eva Perón donde ofreció como primer espectáculo a los Piccoli de Podrecca. Hizo lucir en la década del '50 en este mismo lugar a la actriz Fanny Navarro. 
Fue una de las figuras claves del Teatro Astral, fundada en 1926 y alquilada por él en 1942, junto con Humberto Rayneri (con quien creó una compañía). Por el Astral pasaron primerísimas figuras como Elsa O'Connor, Alejandro Flores, Eva Franco, Gloria Guzmán (con quien llegó a estar enemistado), Juan Carlos Thorry, Susana Giménez, Narciso Ibáñez Menta  y Luz María Nuñez. Su amigo fue el también empresario Julio Porter y su socio Pondal Ríos.
"Pancho", como lo solían llamar, era un fanático ferviente del Club Atlético San Lorenzo de Almagro  a tal punto que le gestionó al equipo una gira por España y Portugal para fines de 1946 y 1947.
En 1949, formó la "Gran Compañía de Espectáculos Musicales" en el Teatro Astral.
En 1950, junto con Nicolás Olivari, crearon la famosa obra Filomena Marturano que llegó a superar los 400 representacione. Estuvo encabezada por Luis Sandrini y por Tita Merello quien luego la volvería a interpretar pero para la pantalla grande.
Fue considerado por muchos años como "El zar" del espectáculo en Buenos Aires debido a la cantidad de salas que administraba como la del París, Liceo y Cómico.
Su hijo, el abogado, Julio Gallo y su nieto Ricardo Gallo,  heredaron la vocación de su padre en materia de producción teatral. Su hijo José Luis falleció en su juventud
Su hijo Horacio se dedicó al diseño gráfico y Marcelo heredó de su padre lo que él decía que había sido su verdadera vocación de juventud pero que debido a la falta de recursos económicos no había podido desarrollar, la Medicina. 
Cuando fueron las guerra italiana, Gallo, fue uno de los desinteresados promotores de una serie de espectáculo organizado a beneficio de las víctimas.
Algunas de las obras que se presentaron durante su función fueron:
- Celos (1944), con Elsa O'Connor y Alejandro Flores.
- Si Eva se hubiese vestido (1944), obra que produjeron con Rayneri, asumiendo el riesgo grande de presentar un musical autóctono. Obra encabezada por la "Compañía Gloria Guzmán-Enrique Carreras" con un elenco conformado por Juan Carlos Thorry, Blackie, Emilia Helda, Carlos Castro, Susana Vargas, Amalia Bernabé, Elvira Remet, Alfredo Jordán, Julián Bourges, Tomás Hartich y Hugo Míguez.[6]
- Mónica perdió un complejo (1951), con Luis Sandrini y Pablo Palitos.
- Cuando los duendes cazan perdices, con una duración de cinco años con Luis Sandrini.
- Los maridos de mamá, encabezada por la actriz y vedette Gloria Guzmán.
- Tango Uno , interpretado por Tania.
- Con la música en el alma, comedia en la que trabajó con su co- empresario y actor de esta obra el director de orquesta Francisco Canaro.
- Cuando las mujeres dicen sí (1951), con Elena Lucena, Enrique Serrano, Mariano Mores y el cantante italiano Nicola Paone.
- La libélula
- El angelito endiablado, de Jacinto Galina, producida por Francisco Gallo y dirigida por Fernando Heredia.